# Trigance
Trigance ist eine französische Gemeinde mit 221 Einwohnern (Stand 1. Januar 2022) im Département Var in der Region Provence-Alpes-Côte d’Azur. Sie gehört zum Kanton Flayosc im Arrondissement Draguignan.
Die angrenzenden Gemeinden sind Castellane im Norden, Le Bourguet im Nordosten, Comps-sur-Artuby im Osten, Montferrat (Berührungspunkt) im Südosten, Châteaudouble im Süden, Aiguines im Südwesten und Rougon im Nordwesten.

## Bevölkerungsentwicklung
| 1962 | 1968 | 1975 | 1982 | 1990 | 1999 | 2008 | 2016 |
| ---- | ---- | ---- | ---- | ---- | ---- | ---- | ---- |
| 106  | 100  | 107  | 122  | 120  | 150  | 160  | 182  |

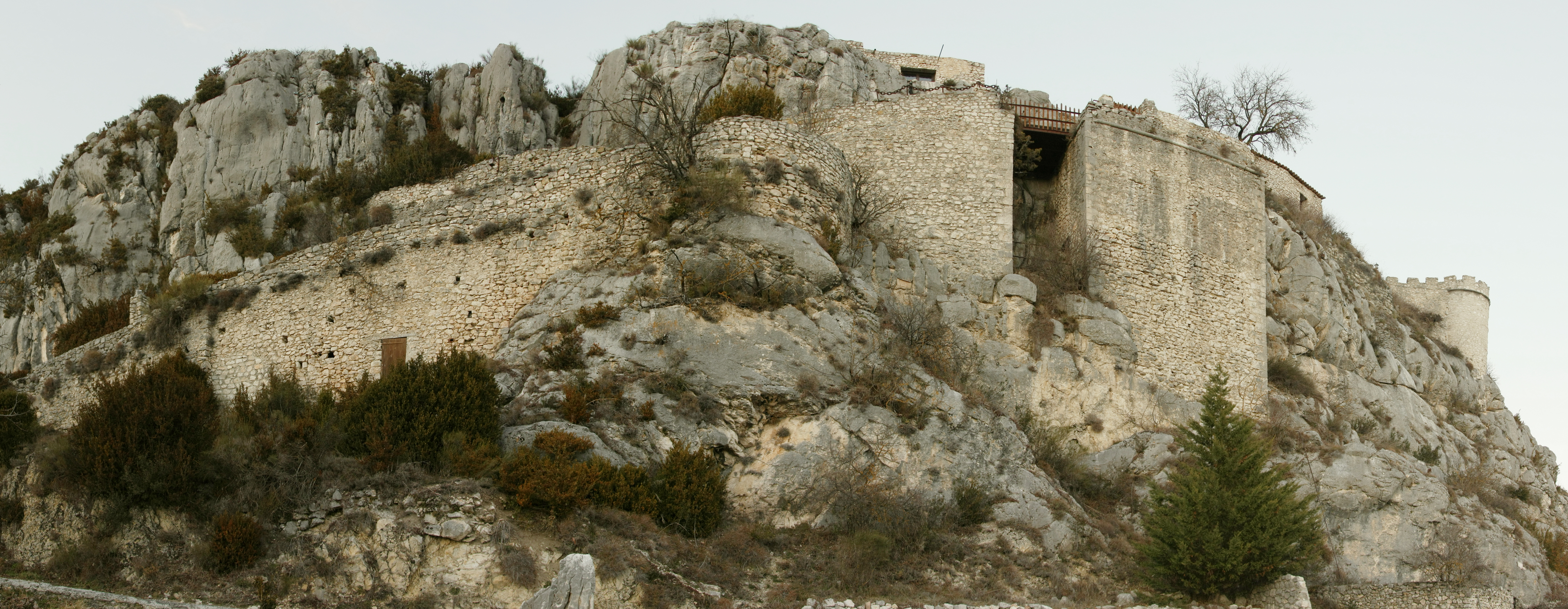
Schloss
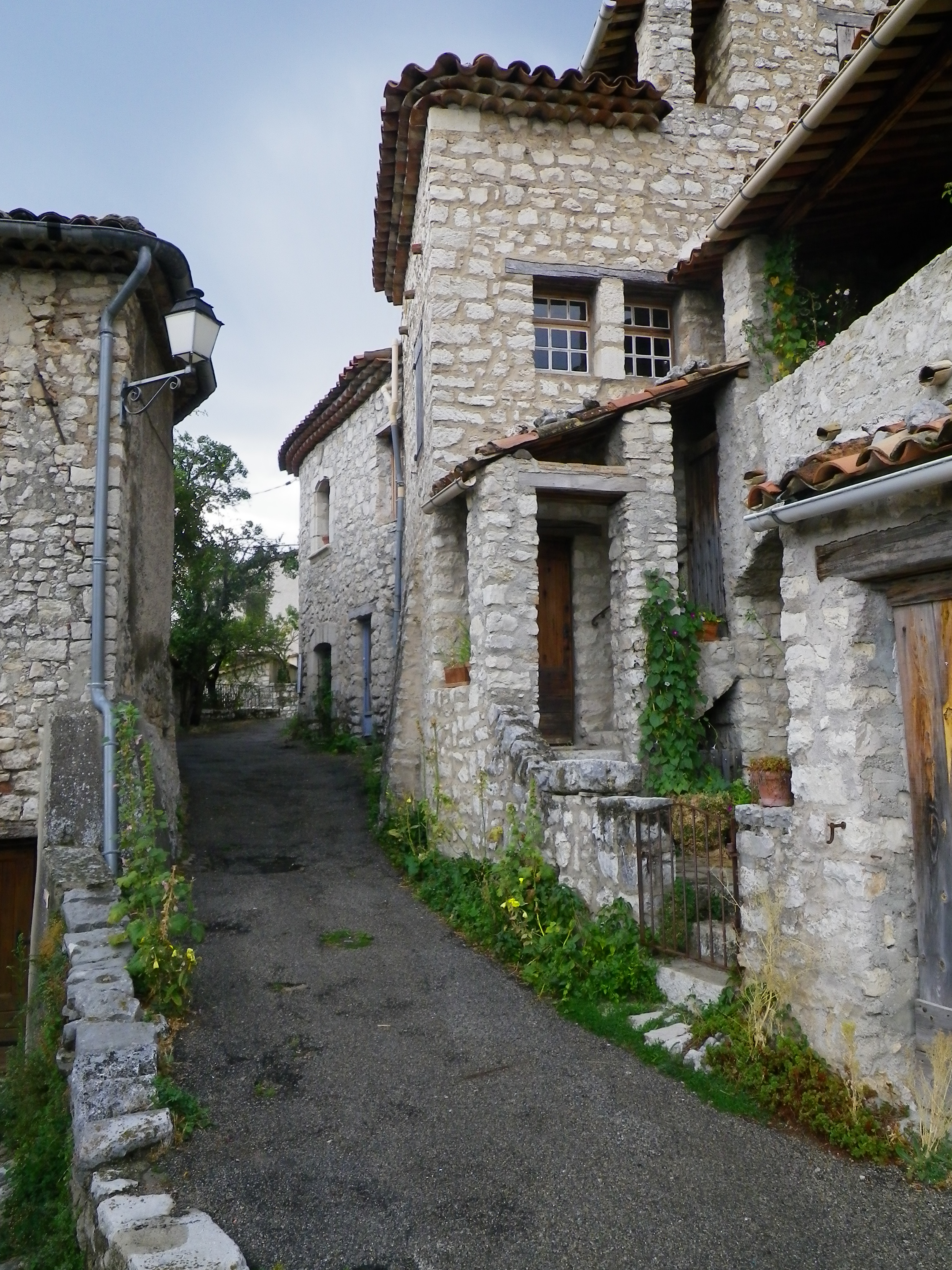
Gasse in Trigance
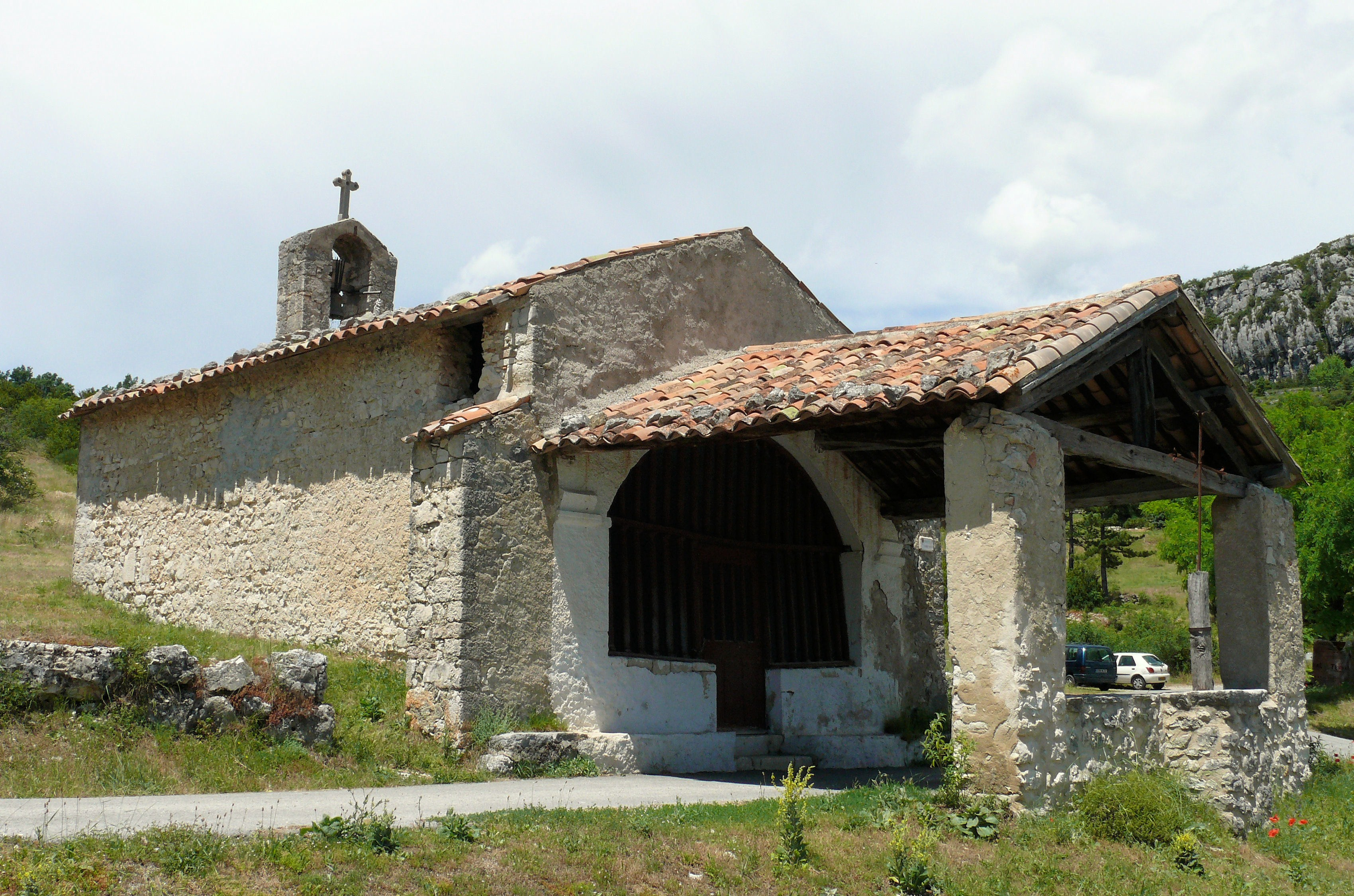
Kapelle Saint-Roch
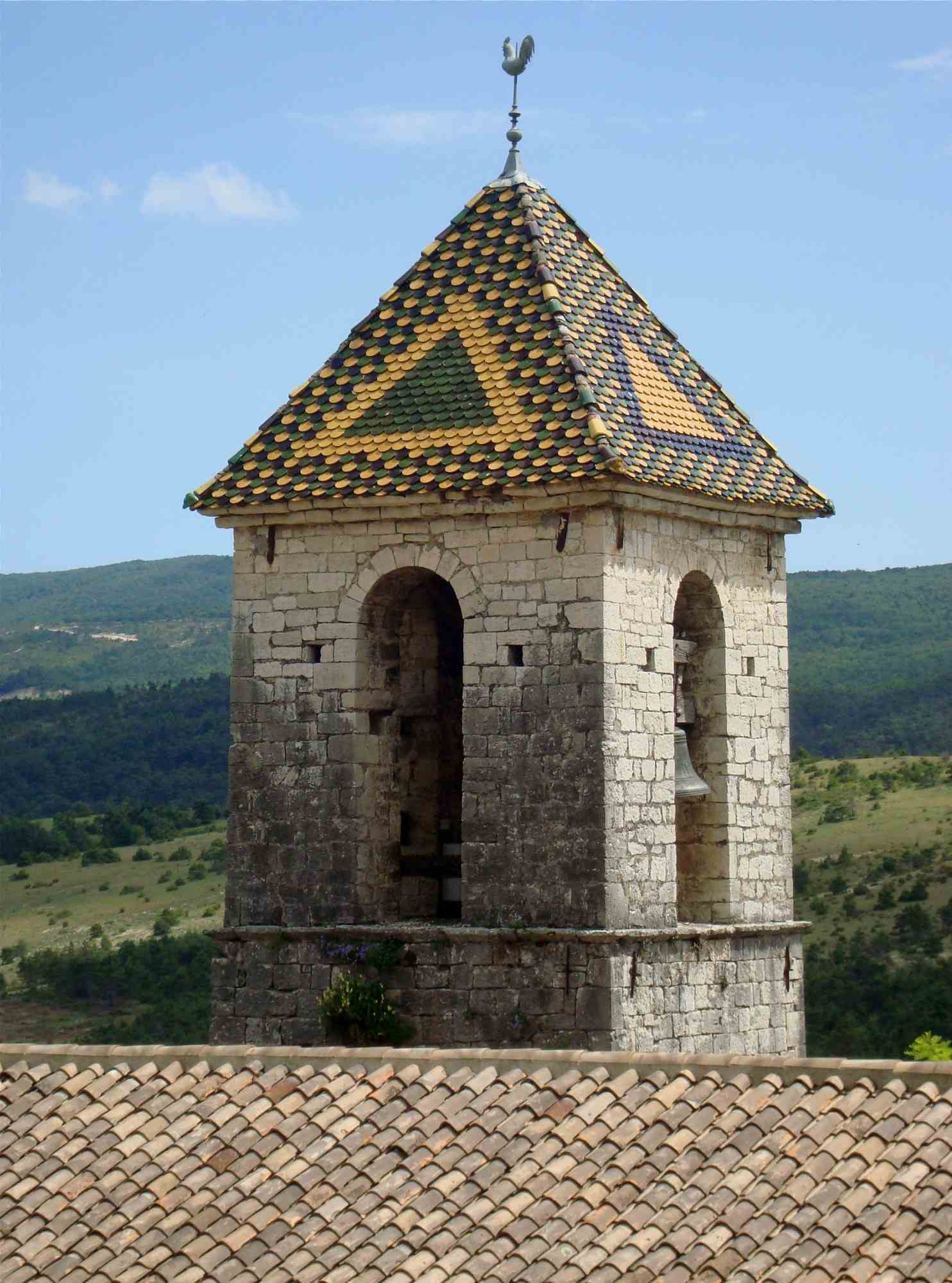
Kirche Saint-Michel